# Euro Fishing
Euro Fishing è un videogioco di pesca sviluppato da Dovetail Games e pubblicato da Dovetail Games - Fishing il 4 novembre 2014 per PlayStation 4, Xbox One e Microsoft Windows.
Si tratta del 1º titolo della serie. 
Il videogioco usa la tecnologia Unreal Engine 4.

## Modalità di gioco
È ambientato nei principali laghi europei. Ogni lago comprende una media di oltre 600 pesci di varie specie e circa 20 Pesci Boss la cui cattura è più difficile.

### Giocatore singolo
All'inizio sarà richiesta la creazione di un personaggio a cui sarà possibile personalizzare sia il nome che l'aspetto. Una volta completato si ci potrà iniziare a cimentare nelle diverse modalità di gioco:
- The Academy, utile per capire meglio come iniziare a giocare;
- Tournament, comprende 8 tornei contro la IA, tra cui il Campionato del Mondo di pesca, a cui si può partecipare salendo di livello con i punti esperienza;
- Freedom, la modalità perfetta per chi non ama l'agonismo e vuole pescare tranquillamente e senza limiti di tempo;
- Challenge, è un minigioco con vari obiettivi utili per migliorare la precisione nei lanci.

### Modalità di gioco online
Online abbiamo due tipologie di sessioni:
- Live Tournament, impiegherà il giocatore in un torneo mondiale dalla durata di 12 ore, con lobby di oltre 100 giocatori. Le ricompense in base alla posizione conquistata comprenderanno punti esperienza per salire di livello e denaro da poter utilizzare nello Store. Il torneo può comprendere la pesca ad uno specifico tipo di pesce, al totale dei kg pescati o al numero totale di catture fatte;
- Multiplayer, comprende gare create dall'utente in cui è possibile invitare i propri amici e sfidarli in gare a scelta di tempo, di luogo e di orari: vince chi pesca più Kg di pesci.

### Lo store
È possibile personalizzare la propria attrezzatura (tackle box) utilizzando il denaro che si vincerà giocando. Sarà dunque possibile acquistare nuove canne da pesca, mulinelli, ami di varie misure e tanti tipi di esche (bigattini, pane, mais, boiles di vari gusti ecc...).

## Laghi
In ogni lago presente nel gioco, è possibile muoversi e perlustrarlo scegliendo liberamente dove andarsi a posizionare:
- The Observatory (lago di addestramento europeo)
- St John’s Water Linear Complex
- Digger Lakes
- L'Aréne
- Presa del Monte Bravo[3]

Laghi che si possono aggiungere tramite DLC:
- Lilies
- Hunters Lakes
- The Moat (presente nella Castle Edition)
- Lago di Montagna
- Lago della Foresta
- Le Lac D'Or
- Foundry Dock (presente nella Urban Edition)
- Manor Farm Lake[4]

## Pesci
I pesci variano in base alla location. Le specie presenti nel gioco sono:
- Carpa comune;
- Carpa a specchi;
- Carpione;
- Orata;
- Tinca;
- Gardon o Rutilo;
- Pescegatto.[3]

Nei laghi dei DLC vi sono anche:
- Carpa Koi;
- Black bass o Persico;
- Scardola;
- Carassio;
- Luccio;